# Murowana Goślina (gemeente)
De gemeente Murowana Goślina is een stad- en landgemeente in de Poolse woiwodschap Groot-Polen, in powiat Poznański.
De zetel van de gemeente is in Murowana Goślina.
Op 30 juni 2004 telde de gemeente 15 528 inwoners.

## Oppervlakte gegevens
In 2002 bedroeg de totale oppervlakte van gemeente Murowana Goślina 172,08 km², waarvan:
- agrarisch gebied: 45%
- bossen: 46%

De gemeente beslaat 9,06% van de totale oppervlakte van de powiat.

## Demografie
Stand op 30 juni 2004:
| Omschrijving                   | Totaal | Totaal | Vrouwen | Vrouwen | Mannen | Mannen |
| ------------------------------ | ------ | ------ | ------- | ------- | ------ | ------ |
| eenheid                        | aantal | %      | aantal  | %       | aantal | %      |
| inwoners                       | 15 528 | 100    | 7839    | 50,5    | 7689   | 49,5   |
| bevolkingsdichtheid (inw./km²) | 90,2   | 90,2   | 45,6    | 45,6    | 44,7   | 44,7   |

In 2002 bedroeg het gemiddelde inkomen per inwoner 1409,89 zł.

## Plaatsen
Białęgi, Białężyn, Boduszewo, Długa Goślina, Głębocko, Głęboczek, Kamińsko, Łopuchowo, Mściszewo, Nieszawa, Pławno, Przebędowo, Raduszyn, Rakownia, Starczanowo, Stary Łoskoń, Trojanowo, Uchorowo, Wojnowo, Zielonka.

## Aangrenzende gemeenten
Czerwonak, Kiszkowo, Oborniki, Pobiedziska, Rogoźno, Skoki, Suchy Las